# Robert Meltzer
Robert Meltzer, né en 1914 en Californie et mort le 21 août 1944 au Folgoët en France, est un acteur et scénariste américain.
Fils d’immigré russe, il fait ses études à l'Université de Californie. 
En 1936, il veut intégrer les brigades internationales pour combattre les franquistes lors de la guerre civile espagnole, mais sa famille s'y oppose.
Assistant de Charlie Chaplin, il participe à l'écriture et à la réalisation du Dictateur. Il est également proche d'Orson Welles qui le fait tourner dans Voyage au pays de la peur.
Débarqué à Omaha Beach le 6 juin 1944 pour libérer la France dans les Rangers, il tombe à trente ans lors de la Bataille de Brest. Il est inhumé au cimetière américain de Saint-James dans la Manche.
Au lendemain de la guerre, son nom est donné à un prix récompensant le courage d'un écrivain : Frank Partos et Millen Brand en 1948, Robert Rossen en 1949, Carl Foreman en 1950 et Robert Buckner en 1951. Mais, le soldat étant soupçonné d'avoir eu des sympathies communistes pour avoir écrit sur l'art communiste dans une revue universitaire, le prix est supprimé à l'époque du maccarthysme. Il est recréé en 1991.